# إبراهيم سعدون
إبراهيم سعدون (مواليد 2000) هو طالب مغربي انضم إلى القوات المسلحة الأوكرانية كمقاتل متطوع. قبض على سعدون خلال معركة فولنوفاخا وحكم عليه بالإعدام من قبل المحكمة العليا لجمهورية دونيتسك الشعبية المعلنة من جانب واحد فيما وصف بأنه "محاكمة شكلية ".
وفي 21 سبتمبر 2022، أطلق سراحه في صفقة تبادل أسرى بوساطة ولي العهد محمد بن سلمان.

## النشأة والتعليم
ولد إبراهيم سعدون في مكناس بالمغرب. كان والده الطاهر من قدامى الدرك الملكي المغربي من آسفي. وكان الطاهر رئيساً للمباحث في أكادير حيث أنهى إبراهيم دراسته الابتدائية قبل أن ينتقل إلى الدار البيضاء. حصل على البكالوريا العلمية عام 2018.
انتقل سعدون إلى أوكرانيا في عام 2019 ودرس اللغة الروسية في جامعة بولتافا للاقتصاد والتجارة.
درس لاحقًا هندسة الطيران في معهد تقنيات الطيران التابع لمعهد كييف للفنون التطبيقية. ويُزعم أن سعدون حصل على الجنسية الأوكرانية في عام 2020 بعد أن خضع لمدة عام من التدريب العسكري كشرط للوصول إلى تكنولوجيا الطيران.
في بداية الغزو الروسي لأوكرانيا، أطلق المغرب حملة كبيرة لإعادة السعدون إلى وطنه، وكان من المخطط في البداية إعادة سعدون إلى المغرب عبر بولندا.

## مهنة عسكرية
في نوفمبر 2021، وقع عقدًا مدته ثلاث سنوات مع القوات المسلحة الأوكرانية. وانضم إلى الجيش لاكتساب الخبرة العسكرية. وقد ساعده شون بينر في الانضمام إلى القوات المسلحة عبر الفيسبوك.
في الأشهر التي سبقت الغزو، خدم في اللواء البحري المنفصل السادس والثلاثين. وفي الجيش عمل سائقاً ومترجماً، كما كان يتقن الروسية والأوكرانية والإنجليزية والفرنسية والعربية والأمازيغية.
بعد بدء الغزو، قاتل إلى جانب القوات الأوكرانية في مدينة ماريوبول المحاصرة.

## القبض والمحاكمة
استسلم سعدون وقبض عليه لاحقًا من قبل القوات الروسية في 12 مارس 2022، خلال معركة فولنوفاخا. وأذيعت القناة الأولى في روسيا مقابلة مع سعدون حيث صور على أنه مرتزق، وادعى خلال المقابلة أنه كان خائفًا جدًا أثناء القبض عليه.
بعد أن قبض عليه، نقل إلى دونيتسك وحوكم مع اثنين من المقاتلين البريطانيين، أيدن أصلين وشون بينر. ودفع سعدون وبينر ببراءتهما من تهم "كمرتزقة"، لكنهما اعترفا بالتورط في القتال "بهدف قلب النظام الدستوري".
حكمت المحكمة العليا لجمهورية دونيتسك الشعبية على الثلاثة بالإعدام بتهمة الارتزاق ومحاولة قلب النظام الدستوري والخضوع للتدريب للقيام بأنشطة إرهابية. وقد وُصفت محاكمتهم بأنها "محاكمة شكلية".
وفي اليوم التالي للحكم عليه، قال سعدون لروسيا اليوم إنه "لم يكن يعرف ما الذي سيحدث"، وإنه "كان مستعدًا لأي شيء". وقالت يلينا فيسنينا، محامية سعدون، إنها لم تكن تتوقع هذا الحكم ووصفته بأنه "قاس للغاية".
ورغم أن هناك وقفاً اختيارياً لعقوبة الإعدام في روسيا، إلا أنها لا تنطبق على جمهورية دونيتسك الشعبية المعلنة من جانب واحد. وفي وقت لاحق، اعتمد وقف تنفيذ عقوبة الإعدام بحق "المرتزقة الأجانب" من قبل برلمان جمهورية دونيتسك المعلن ذاتياً.

## تفاعلات
في 12 يونيو/حزيران، قال دينيس بوشيلين، رئيس جمهورية دونيتسك الشعبية، إنه لا ينبغي إظهار أي رحمة للمقاتلين، قائلاً إنهم "جاءوا إلى أوكرانيا لقتل المدنيين من أجل المال، ولهذا السبب لا أرى أي شروط لأي تخفيف أو تعديل الجملة". انتقدت ناتاليا نيكونورفا، وزيرة خارجية جمهورية الكونغو الديمقراطية، بريطانيا والمغرب، وقالت إنهما "لا تهتمان على الإطلاق بمصير مواطنيهما"، مؤكدة أن البلدين لم يتواصلا معهما. وقالت مفوضية الأمم المتحدة السامية لحقوق الإنسان إن حكم الإعدام الذي يتم تنفيذه في قضيتهم يمكن اعتباره جريمة حرب.
بعد المحاكمة، ناقش مذيع التلفزيون الروسي والمروج الدعائي فلاديمير سولوفيوف طرقًا مختلفة لقتل الثلاثي في برنامجه، أمسية مع فلاديمير سولوفيوف على قناة روسيا-1، حيث ناقشت لجنته ما إذا كان سيطلق النار عليهم أو شنقهم أو إطلاق سراحهم للحصول على فدية.
ودعا أصدقاء سعدون الأوكرانيون المملكة المتحدة إلى مساعدته في إطلاق سراحه. وبحسب صديقته، فإن الحكم على إبراهيم قد يكون نتيجة محاولة "رفع سعره"، لكنها لا تعرف ماذا يريد الروس مقابله. وتحدثت معه آخر مرة في 27 مارس/آذار.
وفي 17 يونيو/حزيران، أصدرت المحكمة الأوروبية لحقوق الإنسان حكماً طارئاً ضد روسيا وأوكرانيا عقب شكوى تقدم بها سعدون. وأمرت المحكمة روسيا وأوكرانيا بضمان عدم تنفيذ عقوبة الإعدام. وشددت المحكمة على أن روسيا لا تزال ملزمة باتباع قواعد المحكمة. وقالت المحكمة أيضًا إنها تدرس مسألة الاختصاص القضائي، حيث أن إبراهيم محتجز لدى جمهورية دونيتسك الديمقراطية غير المعترف بها دوليًا. وفي وقت سابق من شهر يونيو، أقر مجلس الدوما الروسي قانونًا لإنهاء اختصاص المحكمة في روسيا، ولكن لم يوقع عليه ليصبح قانونًا بعد.

### ردود الفعل في المغرب

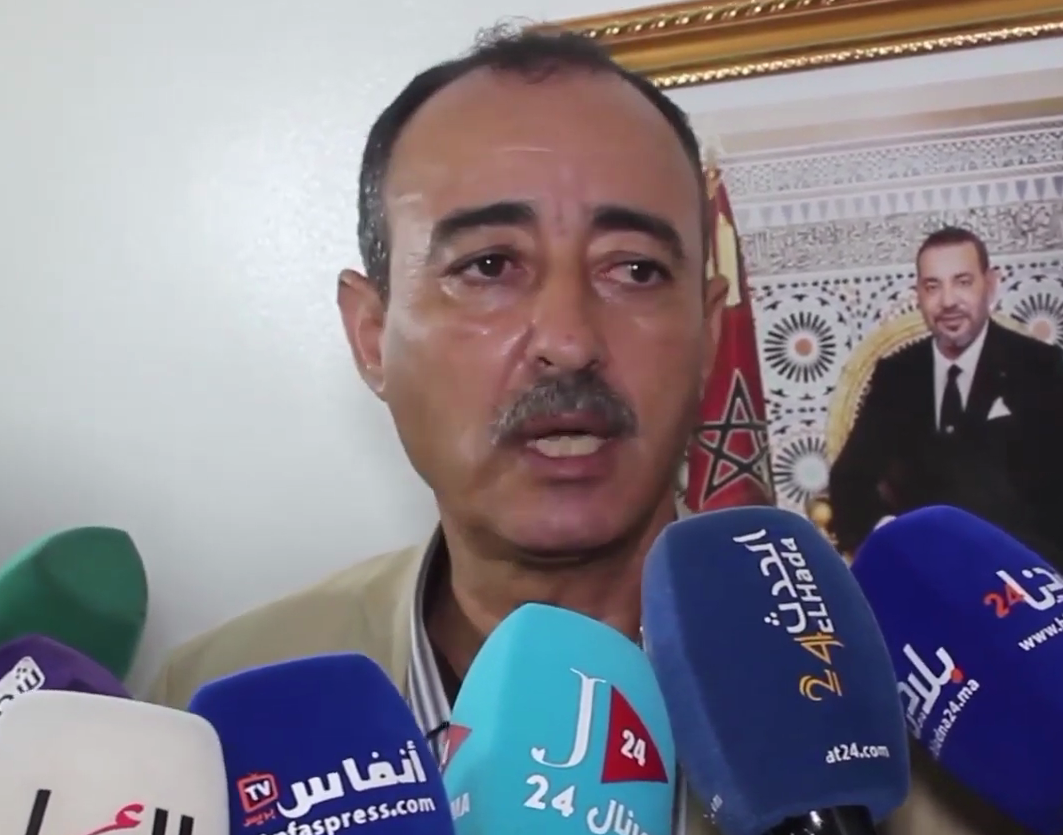
الطاهر سعدون يتحدث خلال ندوة صحفية بالرباط

وأصدرت السفارة المغربية في كييف بيانا مقتضبا قالت فيه إن سعدون "التحق بالجيش الأوكراني بمحض إرادته"، وهو "مسجون حالياً لدى كيان لا يعترف به لا الأمم المتحدة ولا المغرب". وزعم البيان أن سعدون يحمل "الجنسية الأوكرانية"، وأنه "قبض عليه وهو يرتدي زي الجيش الأوكراني".
وناشدت جمعية الصداقة المغربية الروسية واللجنة المغربية للسلام والتضامن روسيا بشكل مباشر التدخل لأسباب إنسانية. ووجه التحالف المغربي لمناهضة عقوبة الإعدام رسالة إلى رئيس الحكومة ووزارة الخارجية يحث فيها الحكومة على التدخل.
وشكر والد سعدون، الطاهر، القوات الروسية على "الحفاظ على حياة ابنه" خلال ندوة صحفية بالرباط. وأكد خلال المؤتمر الصحفي أن إبراهيم "مواطن أوكراني"، ونفى مزاعم بأن إبراهيم كان من المرتزقة. وحث "الحكومة المغربية، الدولة التي حركت جبلاً لإنقاذ ريان قبل بضعة أشهر، على التدخل".
اتصل المجلس الوطني لحقوق الإنسان المغربي بالمفوض الروسي لحقوق الإنسان "للتدخل قدر الإمكان لحماية حقوق [سعدون]".
ووفرت الجمعية المغربية لحقوق الإنسان محامين لسعدون وكانت تخطط لمتابعة استئنافه، وأوضحت الجمعية أن سعدون كان مقيما ولم يكن يحمل الجنسية الأوكرانية. وانتقد المركز المغربي لحقوق الإنسان الصمت الدبلوماسي للبلاد بشأن المحاكمة، داعيا البلاد إلى التدخل وإرسال محامين لمساعدة إبراهيم.
اعتمد المغرب سياسة الحياد تجاه الغزو الروسي لأوكرانيا وتغيب عن تصويت الجمعية العامة للأمم المتحدة بشأن الغزو، على الرغم من أن المغرب قال إن قراره بعدم المشاركة في التصويتات المذكورة "لا يمكن أن يكون موضوعا لأي تفسير فيما يتعلق بالوضع بين الاتحاد الروسي وأوكرانيا".
في 15 يونيو/حزيران، طلب مجلس المستشارين المغربي من وزير الخارجية ناصر بوريطة حضور جلسة مساءلة حكومية بشأن سعدون، لكن مكتب بوريطة رفض.
وقالت شقيقة سعدون إن الصحافة المحلية في المغرب والأشخاص على وسائل التواصل الاجتماعي احتفلوا بالحكم على شقيقها، حيث أن الآراء المؤيدة لروسيا أكثر شيوعا في الشرق الأوسط وإفريقيا منها في أوروبا.

## الإفراج عنه

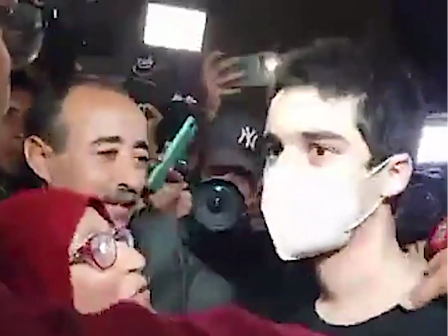
سعدون (يمين) يجتمع مع عائلته بعد إطلاق سراحه

في 21 سبتمبر 2022، أطلق سراحه مع 9 معتقلين آخرين لدى جمهورية دونيتسك الشعبية في عملية تبادل أسرى بين أوكرانيا وروسيا بوساطة المملكة العربية السعودية. وكان سعدون بصدد استئناف قضيته، ولم تكن عائلته على علم بتبادل الأسرى من قبل. وزعم أن رومان أبراموفيتش لعب "دورا رئيسيا" في صفقة تبادل الأسرى.
ووجه والد سعدون، الطاهر، الشكر للسلطات السعودية "التي ساهمت في إطلاق سراح إبراهيم، بعد أن تولى الملك محمد السادس شخصياً مسؤولية القضية".
وصل سعدون إلى الدار البيضاء والتقى بأسرته في 24 سبتمبر 2022، بعد إجراء فحص طبي في الرياض. وقال سعدون إنه "عانى من السجن لكنه سيتعافى ويعود إلى الدراسة".

## أنظر أيضا
- حرب المعلومات الروسية ضد أوكرانيا